# Pont Brent Spence
Le pont de Brent Spence (en anglais Brent Spence Bridge), est un pont cantilever traversant la rivière Ohio entre Cincinnati et Covington. Ses deux niveaux comptent chacun quatre voies routières : le niveau bas comportent les voies allant du sud vers le nord, soit du Kentucky vers l'Ohio, et le niveau haut celles allant du nord au sud.
Inauguré en 1963, le pont permet aux deux autoroutes Interstate I-71 et I-75 de traverser la rivière. Dès l'ouverture, le trafic y est extrêmement important, ce qui amène à la suppression en 1985 des bandes d'arrêt d'urgence pour passer de trois voies à quatre dans chaque sens de circulation. Malgré cela, le pont est saturé à partir des années 2000, ce qui conduit notamment Joe Biden à évoquer la reconstruction de l'ouvrage durant son discours sur l'état de l'Union en février 2023.

## Situation et toponyme

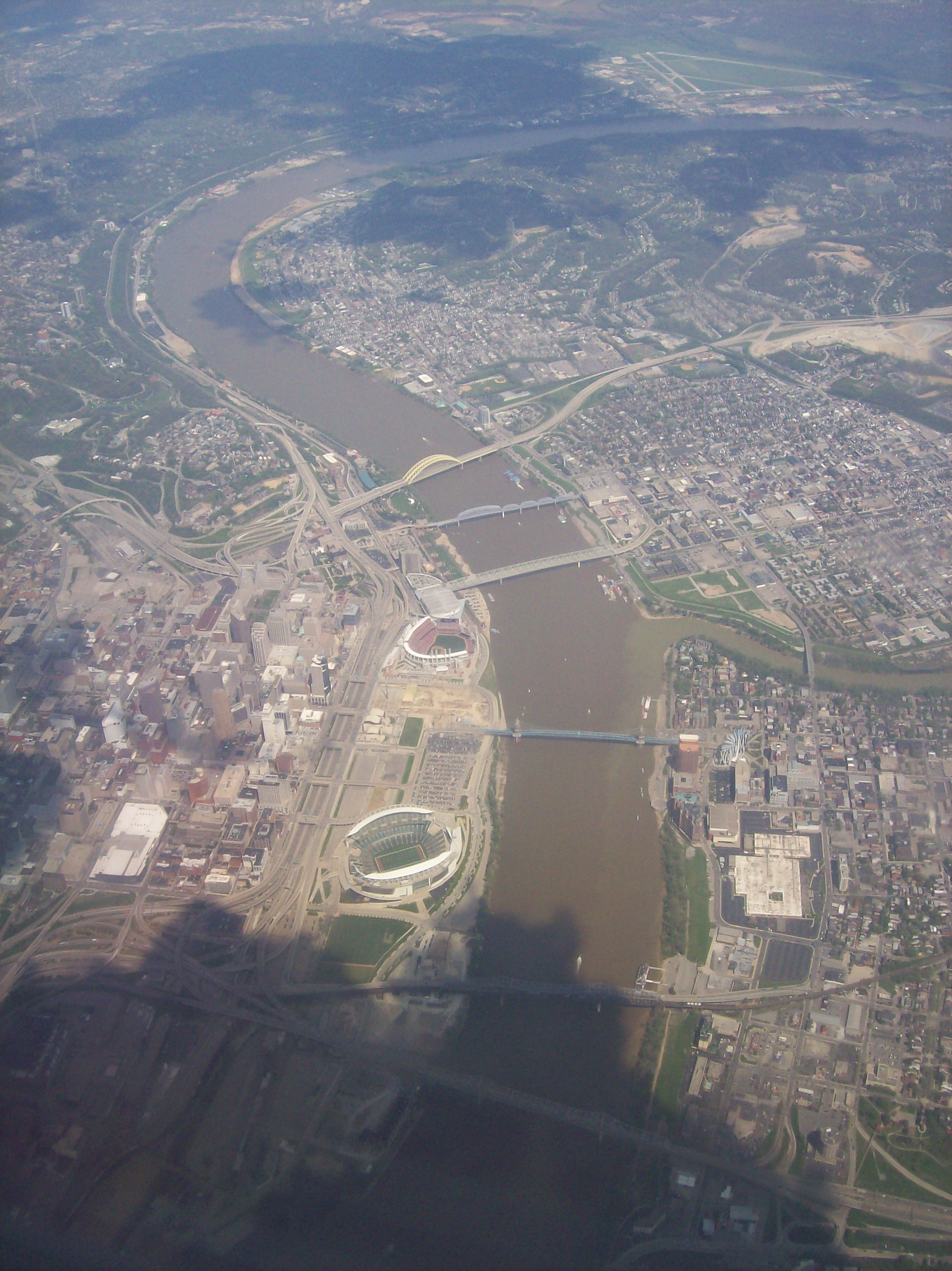
Vue aérienne de Cincinnati. Le pont Brent Spence est celui situé tout en bas dans l'ombre.

Le pont traverse la rivière Ohio juste à l'ouest du centre-ville de Cincinnati. sa rive nord est dans l'état de l'Ohio, et sa rive sud, sur le territoire de Covington, dans le Kentucky.
Le pont est nommé d'après Brent Spence (en), un membre de la Chambre des représentants, retraité en janvier 1963 après trente ans de carrière politique.

## Historique

### Construction et inauguration
L'inauguration du pont a lieu le 25 novembre 1963, le jour même des funérailles de John Fitzgerald Kennedy, assassiné trois jours auparavant.

### Croissance du trafic

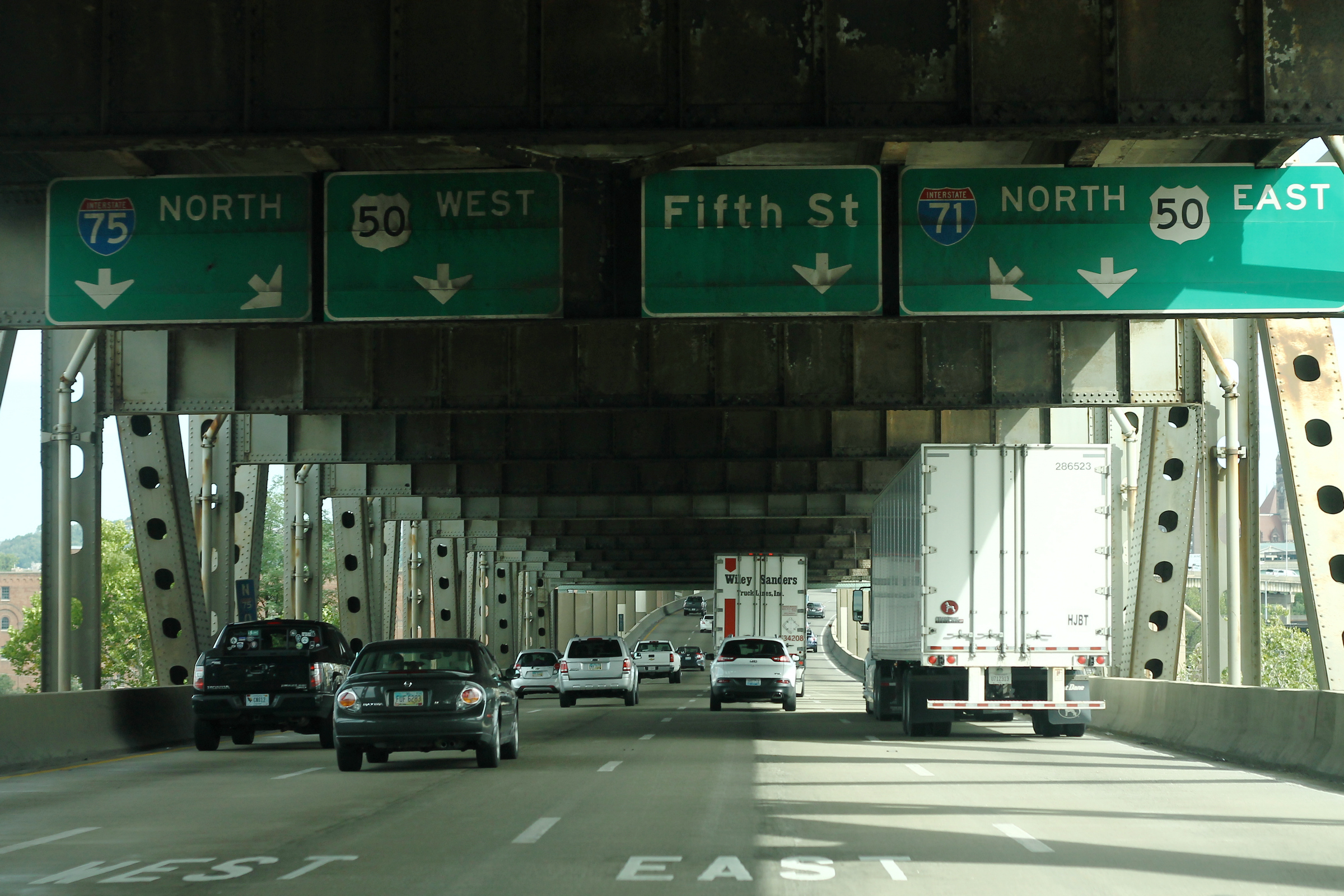
Le niveau inférieur du pont en direction du nord.

Alors que le pont est conçu pour un trafic d'environ 80 000 véhicules par jour, celui-ci croît très fortement dans les années suivantes. En 1985, il est déjà de 91 000 véhicules quotidiens. À cette date, les trois voies unidirectionnelles de chaque niveau sont transformées en quatre voies par la suppression des bandes d'arrêt d'urgence. Cela accroît les capacités de l'ouvrage mais en réduit la sécurité. Dès les années 1990, le pont est déclaré « fonctionnellement obsolète » par l'administration fédérale autoroutière.
À partir de l'an 2000, la fréquentation du pont est généralement comprise entre 140 000 et 160 000 véhicules par jour, dont trente mille poids-lourds. En 2014, la moyenne s'établit à 171 000, redescendant à 129 000 en 2020 du fait de la pandémie de Covid-19 et d'un accident ayant entraîné six semaines de fermeture de l'ouvrage.
La surfréquentation de ce pont en fait le second goulet d'étranglement le plus congestionné des États-Unis derrière le pont George-Washington de New York. Sur une plage de quarante-huit heures, on compte en moyenne six périodes de ralentissement durant lesquelles la vitesse décroît en-dessous de 15 miles par heure, soit 24 kilomètres par heure. En 2022, les prévisions de croissance aboutissent à un trafic de 228 000 véhicules quotidiens pour 2040, la plus grande partie de cet accroissement venant des camions de livraison.

## Caractéristiques
Le pont Brent Spence est un pont cantilever comportant deux niveaux de circulation autoroutière. L'ouvrage de 1963 est un des rares ponts de plus de cinquante ans d'âge enjambant l'Ohio.
Le pont est long de 529,3 mètres (1 736,4 pieds), dont 253,2 mètres (830,8 pieds) pour la portée principale. Sa largeur est de 27,98 mètres (91,8 pieds). Il est conçu pour supporter un flux d'environ 80 000 véhicules par jour.

## Projet de doublement
Face à la congestion du pont, un projet de doublement de l'ouvrage est évoqué à partir de 2006. Barack Obama visite celui-ci en 2011, durant son premier mandat présidentiel, et propose un plan de financement pour réaliser les travaux, plan qui échoue devant le Sénat. En 2016, son successeur Donald Trump fait remonter le projet au deuxième rang des priorités nationales en matière de transport, et promet en conséquence un financement, mais qui n'aboutit pas.
Joe Biden, dès l'été 2021, cite le pont lors d'une réunion publique, promettant de « réparer ce fichu pont ». Le vote de l'Infrastructure Investment and Jobs Act (en) par le Congrès permet de dégager un financement d'environ 1,6 milliard de dollars pour financer le chantier, le reliquat d'environ deux milliards de dollars nécessaires étant fourni par les deux États riverains de l'Ohio et du Kentucky,. Dans son discours sur l'état de l'Union en février 2023, Joe Biden cite à nouveau le pont comme exemple de chantier prioritaire. Les travaux doivent commencer dès 2023, pour une ouverture envisagée en 2029.
Le pont de 1963 serait conservé mais dédié aux circulations locales. Un nouvel ouvrage, en arc suspendu, serait construit plus à l'ouest, et exclusivement dédié aux deux autoroutes I-71 et I-75. Suivant le même principe que le pont originel, le pont prévu serait à deux niveaux, le niveau bas correspondant au flux allant de l'Ohio au nord vers le Kentucky au sud, et le niveau haut au flux inverse. La simplification des flux qui en résulteraient permettrait à la ville de Cincinnati de regagner de l'espace sur le vaste échangeur au nord, qui serait simplifié et réduit. Ces espaces seraient renaturés et transformés en espaces verts,,.